# Methanomicrobia
A Methanomicrobia a Euryarchaeota törzsbe tartozó Archaea osztály. Az archeák – ősbaktériumok – egysejtű, sejtmag nélküli prokarióta szervezetek.

## Törzsfejlődés
A jelenleg elfogadott rendszertan a List of Prokaryotic names with Standing in Nomenclature (LPSN) listán és az Biotechnológiai Információk Nemzeti Központja (NCBI) adatbázisán alapul, a leszármazási fát a 'The All-Species Living Tree' Project 16S rRNA-alapú LTP release 106-e alapján állították össze.
|  | Methanothrix Huser et al. 1983                                                                       |
|  | |
|  | \| \| Methermicoccus shengliensis Cheng et al. 2007 \| \| \| \| \| \| Methanosarcinaceae \| \| \| \| |
|  | |
|  | Methermicoccus shengliensis Cheng et al. 2007                                                        |
|  | |
|  | Methanosarcinaceae                                                                                   |
|  | |

|  | Methermicoccus shengliensis Cheng et al. 2007 |
|  |                                               |
|  | Methanosarcinaceae                            |
|  |                                               |

|  | Methanothrix Huser et al. 1983                                                                       |
|  | |
|  | \| \| Methermicoccus shengliensis Cheng et al. 2007 \| \| \| \| \| \| Methanosarcinaceae \| \| \| \| |
|  | |
|  | Methermicoccus shengliensis Cheng et al. 2007                                                        |
|  | |
|  | Methanosarcinaceae                                                                                   |
|  | |

|  | Methermicoccus shengliensis Cheng et al. 2007 |
|  |                                               |
|  | Methanosarcinaceae                            |
|  |                                               |

|  | Methanothrix Huser et al. 1983                                                                       |
|  | |
|  | \| \| Methermicoccus shengliensis Cheng et al. 2007 \| \| \| \| \| \| Methanosarcinaceae \| \| \| \| |
|  | |
|  | Methermicoccus shengliensis Cheng et al. 2007                                                        |
|  | |
|  | Methanosarcinaceae                                                                                   |
|  | |

|  | Methermicoccus shengliensis Cheng et al. 2007 |
|  |                                               |
|  | Methanosarcinaceae                            |
|  |                                               |

|  | Methanothrix Huser et al. 1983                                                                       |
|  | |
|  | \| \| Methermicoccus shengliensis Cheng et al. 2007 \| \| \| \| \| \| Methanosarcinaceae \| \| \| \| |
|  | |
|  | Methermicoccus shengliensis Cheng et al. 2007                                                        |
|  | |
|  | Methanosarcinaceae                                                                                   |
|  | |

|  | Methermicoccus shengliensis Cheng et al. 2007 |
|  |                                               |
|  | Methanosarcinaceae                            |
|  |                                               |

Jegyzet:

♠ A törzs megtalálható az National Center for Biotechnology Information (NCBI) listáján, de hiányzik a List of Prokaryotic names with Standing in Nomenclature (LPSN) listájáról.

## Fordítás
- Ez a szócikk részben vagy egészben  a   Methanomicrobia című angol Wikipédia-szócikk fordításán alapul.  Az eredeti cikk szerkesztőit annak laptörténete sorolja fel. Ez a jelzés csupán a megfogalmazás eredetét és a szerzői jogokat jelzi, nem szolgál a cikkben szereplő információk forrásmegjelöléseként.

### Tudományos folyóiratok
- Cavalier-Smith, T (2002). „The neomuran origin of archaebacteria, the negibacterial root of the universal tree and bacterial megaclassification”. Int. J. Syst. Evol. Microbiol. 52 (Pt 1), 7–76. o. PMID 11837318.
- Woese, CR (1990). „Towards a natural system of organisms: proposal for the domains Archaea, Bacteria, and Eucarya”. Proc. Natl. Acad. Sci. USA 87 (12), 4576–4579. o. DOI:10.1073/pnas.87.12.4576. PMID 2112744. PMC 54159.

### Tudományos könyvek
- Garrity GM.szerk.: DR Boone: Taxonomic Outline of the Prokaryotes, Bergey's Manual of Systematic Bacteriology Volume 1: The Archaea and the deeply branching and phototrophic Bacteria, 2nd ed., Release 5.0, New York: Springer Verlag, 169. o.. DOI: 10.1007/bergeysoutline200310 (2004. március 20.). ISBN 978-0-387-98771-2
- Garrity GM, Holt JG.szerk.: DR Boone: Phylum AII. Euryarchaeota phy. nov., Bergey's Manual of Systematic Bacteriology Volume 1: The Archaea and the deeply branching and phototrophic Bacteria, 2nd, New York: Springer Verlag, 169. o. (2001. március 20.). ISBN 978-0-387-98771-2

### Tudományos adatbázisok
- Methanomicrobia PubMed hivatkozásai
- Methanomicrobia PubMed Central hivatkozásai
- Methanomicrobia Google Scholar hivatkozásai